# Diana Mondino
Diana Elena Mondino (Córdoba, 8 de agosto de 1958) es una economista y política argentina. Fue canciller de la República Argentina bajo el gobierno del presidente Javier Milei, desde el 10 de diciembre de 2023 hasta el 31 de octubre de 2024.

## Biografía
Diana Mondino nació en 1958 en la ciudad de Córdoba, hija del banquero José Víctor Mondino, fundador del Banco Roela, y de María del Carmen Martí. Es hermana de Guillermo Eduardo Mondino, con quien comparte la propiedad del Banco Roela, poseyendo ambos el 49,61 % del capital de la entidad financiera.
Estudió economía en la Universidad de Córdoba, donde también cursó el doctorado en la misma disciplina y defendió su tesis, aunque no completó el título. 
Posteriormente, en 2001, realizó un máster en la Columbia Business School; en 2018 obtuvo una certificación en Educación Ejecutiva en la Yale School of Management; y en 2019 completó un posgrado en Ética en la Universidad de Notre Dame. En 1991, fundó su propia empresa, Rysk Analysis.
En 2008 fue seleccionada para portar la antorcha olímpica en Pekín, China.

## Carrera política
En 2023 ingresó a la política como candidata a diputada por La Libertad Avanza en la Ciudad Autónoma de Buenos Aires. Luego de que la lista que integró obtuviera un 17,81% en las PASO y un 20,44% en las elecciones generales, resultó electa para el período 2023-2027.
Cuando Javier Milei fue electo presidente, Mondino renunció a su banca como diputada, para poder asumir como ministra de Relaciones Exteriores, Comercio Internacional y Culto.

### Canciller
Tras la elección de Javier Milei y en su rol de futura funcionaria, Mondino descartó la incorporación de Argentina al grupo BRICS.
En diciembre de 2023, Mondino firmó la carta de invitación para iniciar el proceso de acceso de Argentina a la Organización para la Cooperación y el Desarrollo Económico (OCDE). Posteriormente, como canciller, decidió desafiliar a Argentina del grupo BRICS, bloque de economías emergentes que representaban el 37 % del PIB mundial, el 41 % del comercio internacional y el 46 % de la población global. La afiliación plena de Argentina, que comenzaría el 1 de enero de 2024, ofrecía acceso al Nuevo Banco de Desarrollo (NBD) con un capital de 100 mil millones de dólares, lo que habría brindado oportunidades de financiamiento externo.
En cuanto a la renovación de un swap financiero acordado entre China y Argentina durante la presidencia de Alberto Fernández, este inicialmente fue suspendido por China hasta nuevo aviso, pero luego se renovó por un año mediante un acuerdo entre los bancos centrales de ambos países. El gobierno argentino se comprometió a desactivar el swap en 2026 y destacó que «la cooperación entre ambas instituciones monetarias iniciada en 2009 se ha renovado, fortaleciendo los vínculos financieros y económicos entre ambas naciones».
En 2024, varios medios informaron que Mondino había designado a su hijo, Francisco Pendas, como su vocero. Sin embargo, días después, Mondino desmintió dicha información en su cuenta personal de X, pese a que fuentes anteriores afirmaron que él trabajaría «ad honorem». En marzo de 2024, el periodista Jorge Rial reveló los salarios de algunos familiares de funcionarios libertarios contratados en el Estado, incluyendo a Pendas, quien percibía un sueldo de 2.73 millones de pesos mensuales, lo cual generó acusaciones de nepotismo.
Durante los primeros meses, Mondino debió hacer frente a varios conflictos diplomáticos con varios países tras múltiples enfrentamientos ideológicos del presidente Milei,  quien confrontó en redes sociales a diferentes figuras políticas ajenas a sus posturas ideológicas. En general, su estilo confrontativo y retórica agresiva en contra del comunismo y socialismo, le ha generando graves tensiones diplomáticas con gobiernos latinoamericanos afines a la izquierda política, específicamente con Brasil, Chile, China, Colombia, Cuba, España, México, Nicaragua, Venezuela y el Vaticano –este último por razones religiosas– lo que llevó a la Argentina a un aislamiento diplomático con el resto de la región.
El 30 de octubre de 2024 se sucedieron los acontecimientos que desembocaron en la salida de Mondino del gobierno. Ese día, la Cancillería Argentina votó junto a otros 196 países a favor de una Resolución General de Naciones Unidas que reiteraba la necesidad de poner fin al embargo estadounidense a Cuba, y que fue aprobada por vigésimo segundo año consecutivo por amplia mayoría. El voto de la delegación argentina generó un cuestionamiento a Mondino dentro de la coalición oficialista, la cual vio el voto en contra de Israel y Estados Unidos -únicos países que rechazaron la resolución- como un desvío de la línea ideológica mileísta, de alineación total con ambos países. Horas más tarde, el gobierno oficializó la renuncia de Mondino y su reemplazo por el Embajadador de Argentina en Estados Unidos, Gerardo Werthein.

## Controversias
El 31 de octubre de 2023, en una entrevista con el periodista Luis Novaresio para su programa en La Nación +, Mondino generó controversia al expresar su apoyo a la idea de un «mercado de órganos» y al comparar el matrimonio igualitario con tener piojos. Mondino afirmó: «Como liberal, estoy de acuerdo con el proyecto de vida de cada uno. Es mucho más amplio que el matrimonio igualitario. Déjame exagerar: si vos preferís no bañarte y estar lleno de piojos y es tu elección, listo, después no te quejes si hay alguien a quien no le gusta que tengas piojos». También calificó el mercado de órganos como «algo fantástico».
El 26 de diciembre de 2023, dos ONG advirtieron que Mondino firmó un decreto de necesidad y urgencia para desregular la actividad financiera, lo cual generó un conflicto de intereses, ya que es copropietaria del Banco Roela junto a su hermano, Guillermo Mondino.
En mayo de 2024, tras una visita a la Estación de Espacio Lejano, Mondino declaró: «No se pudo identificar si participan civiles o militares porque son todos chinos, son todos iguales», lo que causó críticas por sus comentarios.
En junio de 2024, Mondino se burló en X del cierre del Ministerio de la Mujer, que previamente había sido degradado a subsecretaría.
El 7 de agosto de 2025, en una entrevista con Al Jazeera, la ex canciller Diana Mondino cuestionó el rol del presidente Javier Milei en el caso $LIBRA, señalando que “no debería haber publicado” el enlace a la criptomoneda y afirmando que, por ese hecho, “o no es muy inteligente o era una especie de corrupto”. Sus dichos generaron amplia repercusión mediática.

## Historial electoral
|  | 17,81 % |

|  | 20,44 % |